# 541

## Vědy a umění
- 19. listopadu – zatím poslední tzv. částečný přechod Venuše přes sluneční kotouč, s vrcholem ve 13:53 UTC; další přechod tohoto typu proběhne až roku 2854, z některých částí Země se však jako částečný jevil též roku 1631

## Hlavy států
- Papež – Vigilius (537–555)
- Byzantská říše – Justinián I. (527–565)
- Franská říše
  - Soissons – Chlothar I. (511–561)
  - Paříž – Childebert I. (511–558)
  - Remeš – Theudebert I. (534–548)
- Anglie
  - Wessex – Cynric (534–560)
  - Essex – Aescwine (527–587)
- Perská říše – Husrav I. (531–579)
- Langobardi – Wacho » Walthari (regent Audoin) [p 1]
- Ostrogóti – Ildibad (540–541) » Erarich (541) » Totila (541–552)
- Vizigóti – Theudes (531–548)